# HC Důl Kladno
HC Důl Kladno (celým názvem: Hockey Club Důl Kladno) byl český klub ledního hokeje, který sídlil v Kladně ve Středočeském kraji. Založen byl v roce 1994 z odborářských mužstev zbylých dolů. Zanikl v roce 2015. V letech 2010–2015 působil ve Středočeském meziokresním přeboru, šesté české nejvyšší soutěži ledního hokeje. Klubové barvy byly černá a žlutá.
Své domácí zápasy odehrával na ČEZ stadionu s kapacitou 8 600 diváků.

## Přehled ligové účasti
Stručný přehled
Zdroj:
- 2003–2008: Kladenský okresní přebor (6. ligová úroveň v České republice)
- 2008–2014: Středočeský meziokresní přebor – sk. A (6. ligová úroveň v České republice)
- 2014–2015: Středočeský meziokresní přebor (6. ligová úroveň v České republice)

Jednotlivé ročníky
Zdroj:
Legenda: ZČ - základní část, červené podbarvení - sestup, zelené podbarvení - postup, fialové podbarvení - reorganizace, změna skupiny či soutěže
| Česko (2003 – 2015) |                                        |           |          |                                       |                       |
| Sezóny              | Soutěž                                 | Úroveň    | ZČ       | Play-off, nadstavba, sk. o udržení... | Poznámky              |
| 2003/04             | Kladenský okresní přebor               | 6. úroveň | 2. místo |                                       |                       |
| 2004/05             | Kladenský okresní přebor               | 6. úroveň | 3. místo |                                       |                       |
| 2005/06             | Kladenský okresní přebor               | 6. úroveň | 1. místo | Finálová skupina (2. místo)           |                       |
| 2006/07             | Kladenský okresní přebor               | 6. úroveň | 1. místo |                                       |                       |
| 2007/08             | Kladenský okresní přebor               | 6. úroveň | 1. místo |                                       | Reorganizace          |
| 2008/09             | Středočeský meziokresní přebor – sk. A | 6. úroveň | 4. místo | Skupina o umístění (8. místo)         |                       |
| 2009/10             | Středočeský meziokresní přebor – sk. A | 6. úroveň | 4. místo |                                       |                       |
| 2010/11             | Středočeský meziokresní přebor – sk. A | 6. úroveň | 2. místo | Zápas o 3. místo (výhra)              |                       |
| 2011/12             | Středočeský meziokresní přebor – sk. A | 6. úroveň | 3. místo | Finálová skupina (7. místo)           |                       |
| 2012/13             | Středočeský meziokresní přebor – sk. A | 6. úroveň | 5. místo | Zápas o 9. místo (výhra)              |                       |
| 2013/14             | Středočeský meziokresní přebor – sk. A | 6. úroveň | 3. místo | Zápas o 5. místo (prohra)             | Reorganizace          |
| 2014/15             | Středočeský meziokresní přebor         | 6. úroveň | 6. místo |                                       |                       |
| 2015/16             | Středočeský meziokresní přebor         | 6. úroveň | –. místo |                                       | Odstoupení ze soutěže |